# Marcel Leborgne
Marcel Leborgne o Le Borgne (Carhaix, 9 settembre 1939 – Vienne, 6 dicembre 2007) è stato un calciatore e allenatore di calcio francese, di ruolo centrocampista.

## Carriera

### Club
Iniziò la sua carriera professionistica nel 1956, data in cui diverrà un giocatore dell'Olympique Lione. Ha disputato da titolare la prima gara in assoluto dell'OL in UEFA Champions League durante la stagione 1958-1959, affrontando l'Inter agli ottavi di finale: nella gara d'andata i francesi incapperanno in un pareggio 1-1, e alla gara di ritorno saranno travolti per ben 7-0. Tuttavia, le sue prestazioni non furono al di sopra delle aspettative, venendo utilizzato in sole 39 occasioni in quattro annate di campionato.
Nel 1960 venne acquistato a titolo definitivo dal Racing Besançon. Passerà un'annata del tutto travagliata, dove riuscirà a totalizzare solamente 12 presenze in campionato senza mettere a segno alcuna rete.
Tornerà all'Olympique Lione l'annata successiva riuscendo anche a raggiungere le semifinali della Coppa delle Coppe quattro anni dopo, persa poi contro lo Sporting Lisbona. Inoltre riuscì a vincere la Coupe de France per due volte durante la sua seconda esperienza con la maglia del Lione (1963-1964 e 1966-1967). Lascia il club nel 1969, dopo aver accumulato in totale 324 presenze in campionato con la maglia dell'OL. 
Si ritirò dalle attività agonistiche nel 1970 dopo un'annata disputata con indosso la maglia del Thiers.

### Allenatore
Nel 1983 decise di intraprendere la carriera manageriale, sedendosi sulla panchina del Bourges. Lascerà l'incarico dopo appena una stagione per poter tornare all'Olympique Lione nelle vesti di tecnico nel marzo 1988, succedendo a Denis Papas, e divenendo inoltre il terzo allenatore della gestione Aulas. Con lui alla guida la squadra sfiorò il ritorno in massima divisione, venendo eliminati ai play-off dal Caen. Tuttavia, a fine stagione non verrà riconfermato e lascerà il club a giugno.
Muore il 6 dicembre 2007 all'età di 68 anni. Nel febbraio 2008, a pochi mesi dalla sua scomparsa, i suoi amici e i suoi familiari si riunirono in una piazza che in seguito sarà rinominata "Square Marcel Leborgne" per rendergli omaggio.

## Palmarès

### Giocatore

#### Competizioni nazionali
- Coppa di Francia: 2

Olympique Lione: 1963-1964, 1966-1967